# Patrick Aisa
Patrick Aisa (6 de julio de 1994) es un futbolista papú que juega como delantero en el Hamilton Wanderers de la Premiership de Nueva Zelanda.

## Carrera
Debutó en 2014 jugando para el Eastern Stars, aunque dejaría el club en 2015 para jugar en el Rapatona FC. En 2017 pasó al Madang FC, que disputaba ese año la Liga de Campeones de la OFC. A mediados de ese años, firmó con el Hamilton Wanderers de la Premiership de Nueva Zelanda.

### Clubes
| Club               | País               | Año             |
| ------------------ | ------------------ | --------------- |
| Eastern Stars      | Papúa Nueva Guinea | 2014 - 2015     |
| Rapatona FC        | Papúa Nueva Guinea | 2015 - 2017     |
| Madang FC          | Papúa Nueva Guinea | 2017            |
| Hamilton Wanderers | Nueva Zelanda      | 2017 - Presente |

### Selección nacional
Disputó el Campeonato de la OFC 2013 con la selección papú sub-20, en donde anotó un gol ante Vanuatu. Con el elenco sub-23 afrontó los Juegos del Pacífico 2015, en los que colaboró a que su seleccionado se llevara la medalla de bronce, marcando un gol en la victoria sobre Fiyi en el partido por el tercer lugar.
Con la selección mayor hizo sub debut en 2014 en un amistoso ante las Filipinas. Posteriormente fue convocado para la Copa de las Naciones de la OFC 2016, donde solo disputó el encuentro ante Samoa ingresando desde el banco. Su primer gol internacional con los Kapuls lo convirtió en 2017 ante Tahití en una victoria por 2-1 válida por la clasificación para la Copa Mundial de 2018.